# Hronská Breznica
Hronská Breznica és un poble i municipi d'Eslovàquia que es troba a la regió de Banská Bystrica.

## Història
La primera menció escrita de la vila es remunta al 1424.

## Demografia
| Godina             | 1994 | 2004    | 2014   | 2024   |
| ------------------ | ---- | ------- | ------ | ------ |
| Nombre de persones | 258  | 286     | 261    | 251    |
| Diferència         |      | +10,85% | −8,74% | −3,83% |

| Godina             | 2023 | 2024   |
| ------------------ | ---- | ------ |
| Nombre de persones | 244  | 251    |
| Diferència         |      | +2,86% |